# Hemeroblemma turdipennis
Hemeroblemma turdipennis là một loài bướm đêm trong họ Erebidae.